# Lijst van nummer 1-hits in de UK Singles Chart in 2002
Deze hits stonden in 2002 op nummer 1 in de UK Singles Chart:
| Datum        | Artiest                                  | Titel                                       |
| ------------ | ---------------------------------------- | ------------------------------------------- |
| 5 januari    | Robbie Williams & Nicole Kidman          | Somethin' stupid                            |
| 12 januari   | Daniel Bedingfield                       | Gotta get thru this                         |
| 19 januari   | Aaliyah                                  | More than a woman                           |
| 26 januari   | George Harrison                          | My Sweet Lord                               |
| 2 februari   | Enrique                                  | Hero                                        |
| 9 februari   | Enrique                                  | Hero                                        |
| 16 februari  | Enrique                                  | Hero                                        |
| 23 februari  | Enrique                                  | Hero                                        |
| 2 maart      | Westlife                                 | World of our own                            |
| 9 maart      | Will Young                               | Evergreen / Anything is possible            |
| 16 maart     | Will Young                               | Evergreen / Anything is possible            |
| 23 maart     | Will Young                               | Evergreen / Anything is possible            |
| 30 maart     | Gareth Gates                             | Unchained melody                            |
| 6 april      | Gareth Gates                             | Unchained melody                            |
| 13 april     | Gareth Gates                             | Unchained melody                            |
| 20 april     | Gareth Gates                             | Unchained melody                            |
| 27 april     | Oasis                                    | The Hindu Times                             |
| 4 mei        | Sugababes                                | Freak like me                               |
| 11 mei       | Holly Valance                            | Kiss kiss                                   |
| 18 mei       | Ronan Keating                            | If tomorrow never comes                     |
| 25 mei       | Liberty X                                | Just a little                               |
| 1 juni       | Eminem                                   | Without me                                  |
| 8 juni       | Will Young                               | Light my fire                               |
| 15 juni      | Will Young                               | Light my fire                               |
| 22 juni      | Elvis & JXL                              | A little less conversation                  |
| 29 juni      | Elvis & JXL                              | A little less conversation                  |
| 6 juli       | Elvis & JXL                              | A little less conversation                  |
| 13 juli      | Elvis & JXL                              | A little less conversation                  |
| 20 juli      | Gareth Gates                             | Anyone of us (Stupid mistake)               |
| 27 juli      | Gareth Gates                             | Anyone of us (Stupid mistake)               |
| 3 augustus   | Gareth Gates                             | Anyone of us (Stupid mistake)               |
| 10 augustus  | Darius                                   | Colourblind                                 |
| 17 augustus  | Darius                                   | Colourblind                                 |
| 24 augustus  | Sugababes                                | Round round                                 |
| 31 augustus  | Blazin' Squad                            | Crossroads                                  |
| 7 september  | Atomic Kitten                            | The tide is high (Get the feeling)          |
| 14 september | Atomic Kitten                            | The tide is high (Get the feeling)          |
| 21 september | Atomic Kitten                            | The tide is high (Get the feeling)          |
| 28 september | P!nk                                     | Just like a pill                            |
| 5 oktober    | Will Young & Gareth Gates / Gareth Gates | The long and winding road / Suspicous minds |
| 12 oktober   | Will Young & Gareth Gates / Gareth Gates | The long and winding road / Suspicous minds |
| 19 oktober   | Las Ketchup                              | The Ketchup song (Asereje)                  |
| 26 oktober   | Nelly & Kelly Rowland                    | Dilemma                                     |
| 2 november   | Nelly & Kelly Rowland                    | Dilemma                                     |
| 9 november   | DJ Sammy & Yanou & Do                    | Heaven                                      |
| 16 november  | Westlife                                 | Unbreakable                                 |
| 23 november  | Christina Aguilera & Redman              | Dirrty                                      |
| 30 november  | Christina Aguilera & Redman              | Dirrty                                      |
| 7 december   | Daniel Bedingfield                       | If you're not the one                       |
| 14 december  | Eminem                                   | Lose yourself                               |
| 21 december  | Blue & Elton John                        | Sorry seems to be the hardest word          |
| 28 december  | Girls Aloud                              | Sound of the underground                    |

1952 ·
1953 ·
1954 ·
1955 ·
1956 ·
1957 ·
1958 ·
1959 ·
1960 ·
1961 ·
1962 ·
1963 ·
1964 ·
1965 ·
1966 ·
1967 ·
1968 ·
1969 ·
1970 ·
1971 ·
1972 ·
1973 ·
1974 ·
1975 ·
1976 ·
1977 ·
1978 ·
1979 ·
1980 ·
1981 ·
1982 ·
1983 ·
1984 ·
1985 ·
1986 ·
1987 ·
1988 ·
1989 ·
1990 ·
1991 ·
1992 ·
1993 ·
1994 ·
1995 ·
1996 ·
1997 ·
1998 ·
1999 ·
2000 ·
2001 ·
2002 ·
2003 ·
2004 ·
2005 ·
2006 ·
2007 ·
2008 ·
2009 ·
2010 ·
2011 ·
2012 ·
2013 ·
2014 ·
2015 ·
2016 ·
2017 ·
2018 ·
2019 ·
2020 ·
2021
- Nederland (Top 40)
- Nederland (Single Top 100)
- Nederland (3FM Mega Top 50)
- Nederland (DVD Top 30)
- Vlaanderen (Radio 2 Top 30)
- Vlaanderen (Ultratop 50)
- Vlaanderen (Top 30 van Ultratop)
- Wallonië
- Australië
- Denemarken
- Duitsland
- Frankrijk
- Italië
- Noorwegen
- Portugal
- Verenigd Koninkrijk
- Verenigde Staten (Hot 100)
- Zwitserland